# Gabriele Rossetti
Gabriele Rossetti (Florencia, 7 de marzo de 1995) es un deportista italiano que compite en tiro, en la modalidad de tiro al plato.
Participó en tres Juegos Olímpicos de Verano, entre los años 2016 y 2024, obteniendo dos medallas de oro, en Río de Janeiro 2016 (skeet) y en París 2024 (skeet mixto, junto con Diana Bacosi).
Ganó cuatro medallas en el Campeonato Mundial de Tiro entre los años 2015 y 2022, y cinco medallas en el Campeonato Europeo de Tiro entre los años 2017 y 2021.
En los Juegos Europeos obtuvo tres medallas, dos en Minsk 2019, oro mixto y bronce individual, y una de oro en Cracovia 2023 (mixto).

## Palmarés internacional
| Juegos Olímpicos   | Juegos Olímpicos        | Juegos Olímpicos  | Juegos Olímpicos |
| Año                | Lugar                   | Medalla           | Prueba           |
| ------------------ | ----------------------- | ----------------- | ---------------- |
| 2016               | Río de Janeiro (Brasil) | Medalla de oro    | Skeet            |
| 2024               | París (Francia)         | Medalla de oro    | Skeet mixto      |
| Campeonato Mundial |                         |                   |                  |
| Año                | Lugar                   | Medalla           | Prueba           |
| 2015               | Lonato (Italia)         | Medalla de bronce | Skeet            |
| 2017               | Moscú (Rusia)           | Medalla de oro    | Skeet            |
| 2019               | Lonato (Italia)         | Medalla de oro    | Skeet mixto      |
| 2022               | Osijek (Croacia)        | Medalla de plata  | Skeet mixto      |
| Juegos Europeos    |                         |                   |                  |
| Año                | Lugar                   | Medalla           | Prueba           |
| 2019               | Minsk (Bielorrusia)     | Medalla de oro    | Skeet mixto      |
| 2019               | Minsk (Bielorrusia)     | Medalla de bronce | Skeet            |
| 2023               | Cracovia (Polonia)      | Medalla de oro    | Skeet mixto      |
| Campeonato Europeo |                         |                   |                  |
| Año                | Lugar                   | Medalla           | Prueba           |
| 2017               | Bakú (Azerbaiyán)       | Medalla de plata  | Skeet            |
| 2017               | Bakú (Azerbaiyán)       | Medalla de bronce | Skeet mixto      |
| 2018               | Leobersdorf (Austria)   | Medalla de plata  | Skeet mixto      |
| 2021               | Osijek (Croacia)        | Medalla de oro    | Skeet            |
| 2021               | Osijek (Croacia)        | Medalla de bronce | Skeet mixto      |